# Brunnthal
Brunnthal là một đô thị thuộc huyện Munich bang Bayern nước Đức.